# Manoscritti matematici
Manoscritti matematici (in russo Математические рукописи?), sono una raccolta di manoscritti delle note matematiche di Karl Marx in cui ha tentato di derivare le basi del calcolo infinitesimale dai primi principi. Pubblicati per la prima volta nell'URSS nel 1968.
Le note che Marx ha preso sono state raccolte in quattro trattati indipendenti: sul concetto della funzione derivata, sul differenziale, sulla storia del calcolo differenziale e del teorema di Taylor, teorema di McLaurin e teoria delle funzioni derivate di Lagrange, insieme a diverse note, bozze aggiuntive e supplementi a questi quattro trattati. Questi trattati tentano di costruire una base rigorosa per il calcolo e utilizzano il materialismo storico per analizzare la storia della matematica.
I contributi di Marx alla matematica non hanno avuto alcun impatto sullo sviluppo storico del calcolo e all'epoca non era a conoscenza di molti sviluppi più recenti nel campo, come il lavoro di Cauchy. Tuttavia, il suo lavoro in qualche modo ha anticipato, ma non ha influenzato, alcuni sviluppi successivi nella matematica del XX secolo. Questi manoscritti non furono pubblicati in nessuna lingua fino al 1968, quando furono pubblicati in Unione Sovietica insieme a una traduzione russa. Dalla loro pubblicazione, i contributi indipendenti di Marx alla matematica sono stati analizzati in termini sia delle sue teorie storiche ed economiche, sia alla luce delle loro potenziali applicazioni dell'analisi non standard.

## Storia
Karl Marx nacque nel Regno di Prussia, parte di quella che oggi è la Germania, nel mezzo di una monarchia, in una ricca famiglia ebrea della classe media con ampi interessi intellettuali, che fu in grado di fornirgli l'accesso all'istruzione universitaria. La sua situazione gli permette di assistere al grande cambiamento sociale che porterà alla formazione di nuove classi sociali e di un nuovo modello produttivo.
Karl Marx è conosciuto come filosofo, umanista, intellettuale, come pensatore rivoluzionario. Famosi i suoi studi economici e sociologici, si sa che fu un visionario: predisse prima di chiunque altro l'esistenza dei cicli economici; qualcosa di cui tutti abbiamo sentito parlare spesso oggi, in un periodo in cui la Rivoluzione Industriale era appena iniziata. Tuttavia, si sa poco del suo grande amore per la matematica, o dell'esistenza dei suoi studi e trattati matematici. Marx dedicò tutta la sua vita allo studio dei fenomeni sociali, e volle farlo con tale rigore che finì per dedicarsi allo studio e all'uso esclusivo della matematica. Non c'è edizione delle sue carte matematiche che ci permetta di sapere fino a che punto si sia spinto, tutto ciò che si sa del suo lavoro matematico ci è giunto grazie alle numerose lettere pubblicate che scambiò principalmente con Engels e altri pensatori dell'epoca. In effetti, Karl Marx non pubblicò più di articoli di giornale durante la sua vita. Anche la sua grande opera, "Il Capitale", fu pubblicata da Friedrich Engels anni dopo la sua morte.

## Contenuto
Marx ha lasciato oltre 1000 pagine di manoscritti di note matematiche sui suoi tentativi di scoprire i fondamenti del calcolo. La maggior parte di queste pagine di manoscritti sono state raccolte in quattro carte, insieme a bozze e note supplementari nelle edizioni pubblicate delle sue opere raccolte. In queste opere, Marx ha tentato di tracciare analogie tra le sue teorie della storia dell'economia e lo sviluppo del calcolo, costruendo il calcolo differenziale in termini di simboli matematici alterati da uno sconvolgimento che ne avrebbe rivelato il significato.

Derivata di una funzione

### Funzione derivata
Marx scrisse sul concetto di funzione derivata nel 1881, appena due anni prima della sua morte. In questo lavoro, mostra i passaggi meccanici necessari per calcolare una derivata per diverse funzioni di base dai principi primi. Nonostante il fatto che le principali fonti di Marx si basassero principalmente su argomenti geometrici per la definizione della derivata, le spiegazioni di Marx si basano molto più fortemente su spiegazioni algebriche rispetto a quelle geometriche, suggerendo che probabilmente preferiva pensare alle cose in modo algebrico.
La sua principale ossessione era capire il funzionamento del capitalismo e, per questo, studiò i problemi di circolazione dei capitali che si verificano nel sistema capitalista e il ruolo delle cambiali nei conti statali. Per approfondire questi temi ricorre allo studio dell'aritmetica commerciale, ma si trova di fronte allo stesso problema: ha bisogno di analizzare i fenomeni economici e sociali nella loro stessa evoluzione. Quindi cerca di applicare il metodo del calcolo infinitesimale, ma scavando più a fondo, scopre qualcosa che lo sconvolge: il mistero che circonda il calcolo infinitesimale. Dentro di lui era appena nata una nuova ossessione, una nuova sfida: rimuovere questo velo di mistero. Per dimostrare che la dialettica materialistica era una realtà, una legge, doveva soddisfare le proprietà delle scienze esatte, doveva rimuovere questo ostacolo e risolvere il mistero.
Lettera di Engels a Marx:
(Friedrich Engels)
Inizia a studiare in autonomia, sfoglia i migliori manuali del tempo per raggiungerlo. Inizia con il metodo di Newton, che finisce per escludere risoluzioni troppo complesse, passa per il metodo di Leibniz, prende idee da d'Alembert e Lacroix, persino teoremi da McLaurin, Lagrange, ecc. Dopo aver raccolto e commentato così tante informazioni, Marx inizia a elaborare il proprio metodo.

### Differenziale
Sul differenziale, Marx cerca di costruire la definizione di una derivata dy/dx dai principi primi, senza usare la definizione di un limite. Sembra che abbia utilizzato principalmente un libro di testo elementare scritto dal matematico francese Boucharlat, che aveva utilizzato principalmente la tradizionale definizione limite della derivata, ma sembra che Marx abbia intenzionalmente evitato di farlo nella sua definizione della derivata.

### Storia del calcolo differenziale
Sebbene Marx non abbia mai usato questo termine nei suoi articoli matematici, la sua storia del calcolo può essere compresa in termini di tesi, antitesi, sintesi. Marx identificò tre fasi storiche dello sviluppo: il calcolo differenziale "mistico" di Newton e Leibniz, il calcolo differenziale "razionale" di d'Alembert e il calcolo differenziale "puramente algebrico" di Lagrange. Tuttavia, poiché Marx non era a conoscenza del opera di Cauchy, non portò oltre il suo sviluppo storico.

## Eredità
(Friedrich Engels)
La storica della scienza di Kathryn Olesko afferma che, contrariamente a molte affermazioni fatte sia da Engels che dagli editori dei manoscritti di Marx, il lavoro di Marx non "risolse l'enigma storico e concettuale del calcolo". Il matematico Hubert Kennedy osserva che Marx "sembra non essere a conoscenza dei progressi compiuti dai matematici continentali nei fondamenti del calcolo differenziale, compreso il lavoro di Cauchy"; e che sebbene lo studio dei differenziali di Marx "non abbia avuto alcun effetto immediato sullo sviluppo storico della matematica", ammette tuttavia che almeno l'affermazione di Engels di "scoperte indipendenti" fatta da Marx è "certamente giustificata" e che la definizione di Marx del differenziale "anticipata [alcuni] sviluppi matematici del XX secolo".
Joseph Dauben ipotizza che gli sviluppi di Marx nel calcolo possano aver contribuito anche all'interesse per l'analisi non standard tra i matematici cinesi.